# Стивен (Минесота)
Стивен (енгл. Stephen) град је у америчкој савезној држави Минесота.

## Демографија
По попису из 2010. године број становника је 658, што је 50 (-7,1%) становника мање него 2000. године.
| Група             | 2000.       | 2010.       |
| Белци             | 636 (89,8%) | 590 (89,7%) |
| Афроамериканци    | 0 (0,0%)    | 0 (0,0%)    |
| Азијати           | 1 (0,1%)    | 0 (0,0%)    |
| Хиспаноамериканци | 58 (8,2%)   | 66 (10,0%)  |
| Укупно            | 708         | 658         |